# Aigremont (Yvelines)
 Aigremont  es una población y comuna francesa, situada en la región de Isla de Francia, departamento de Yvelines, en el distrito de Saint-Germain-en-Laye y cantón de Saint-Germain-en-Laye-Sud.

## Demografía
| 280 | 262 | 406 | 864 | 914 | 873 |
| Para los censos de 1962 a 1999 la población legal corresponde a la población sin duplicidades (Fuente: INSEE [Consultar]) |     |     |     |     |     |